# Koliha americká
Koliha americká (Numenius americanus) je velký severoamerický bahňák z čeledi slukovitých.
Dorůstá přibližně 50 – 65 cm, je tak vůbec největším severoamerickým bahňákem. Dospělí ptáci mají velmi dlouhý, směrem dolů zahnutý zobák, dlouhý krk, malou hlavu a delší končetiny. Je celá převážně světle skořicově hnědá, má tmavý zobák a temeno s tmavými proužky. Samice se od samce liší viditelně delším zobákem.
Koliha americká hnízdí ve středu a na západě Severní Ameriky. Je tažná, na zimu se pravidelně stahuje směrem k jižnímu pobřeží.
Potravu obvykle vyhledává v hejnech. Svým dlouhým zobákem prohledává různé skuliny, písek i nahromaděné vodní rostliny, v kterých pátrá zejména po krabech, plžích nebo jiných malých obratlovcích, požírá také hmyz a občas i vejce jiných ptáků.
Koliha americká se každým rokem vyznačuje velice složitými zásnubními tanci. Do malého dolíku v písku vystlaného různými rostlinami klade přibližně 4 bílá až olivově zelená vejce. Mláďata, o která pečují oba rodiče, opouští hnízdo krátce po vylíhnutí.